# 坂井市立東十郷小学校
坂井市立東十郷小学校（さかいしりつひがしじゅうごうしょうがっこう）は、福井県坂井市に位置する公立の小学校。坂井市内の坂井町の小学校のひとつであり、児童は「十郷っ子」と呼ばれている。

## 沿革

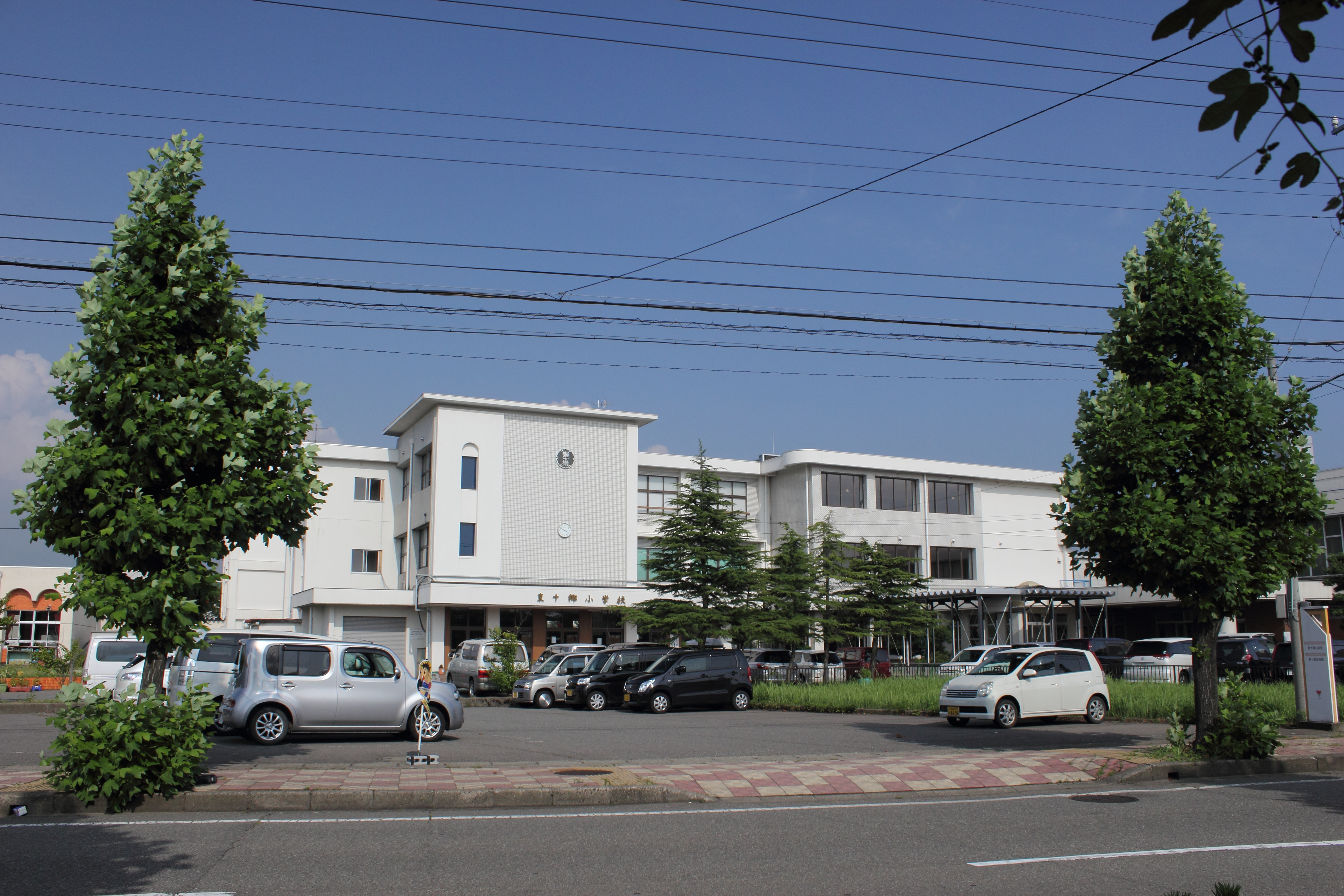
坂井市立東十郷小学校 県道159号線側より

- 1873年（明治6年）12月 - 定旨小学校を創立。
- 1875年（明治8年）1月 - 志遊小学校と改称。
- 1892年（明治25年）3月 - 東長田思斉小学校を合併。
- 1900年（明治33年）3月 - 宮領に新校舎落成。
- 1905年（明治38年）3月 - 高等科を置く。
- 1911年（明治44年）10月 - 成章小学校を合併、東十郷尋常高等小学校と改称。
- 1947年（昭和22年）4月 - 東十郷村立東十郷小学校と改称。
- 1948年（昭和23年）6月 - 福井地震で校舎全壊。
- 1949年（昭和24年）4月 - 幼稚園設立（小学校設立）。
- 1961年（昭和36年）4月 - 坂井町立東十郷小学校と改称。
- 1981年（昭和56年）3月 - 校歌制定。
- 2006年（平成18年）3月 - 町村合併により坂井市立東十郷小学校と改称

## 通学区域
宮領・田島・田島窪・若宮・福島・東長田・徳分田・上新庄・新庄・下新庄・長畑・定旨・五本・河和田・長屋・御油田・朝日

## 進学先中学校
- 市立坂井中学校[1]

## 施設
小学校の校地：17,929㎡、校舎（延べ）：4,769㎡、体育館：1,240㎡
幼稚園の校地：2,671㎡、校舎（延べ）：650㎡

## リンク
- 公式サイト
- 公式ブログ